# Idaea asbestaria
Idaea asbestaria là một loài bướm đêm trong họ Geometridae.